# 蛋白质寻靶
蛋白质寻靶又稱蛋白质分選，是蛋白质合成之后准确无误地前往细胞各个部位的過程。蛋白质準確來到各個部位後才能参与实现细胞的各种生命活动。 如果蛋白質走錯地方，可能會引發疾病。